# Brady Oliveira
Pour les articles homonymes, voir Oliveira.
(en) Statistiques sur statscrew
Brady Oliveira, né le 15 août 1997 à Winnipeg, est un joueur canadien de football canadien et de football américain. Porte-couleurs des Blue Bombers de Winnipeg depuis le début de sa carrière professionnelle, il s'affirme rapidement comme un des meilleurs porteurs de ballons de la Ligue canadienne de football. Au terme de la saison 2024, il est choisi joueur par excellence de la saison. Il a remporté deux fois la coupe Grey, en 2019 et 2021, sans toutefois prendre part à ces deux matchs pour cause de blessures.

## Biographie

### Carrière scolaire et universitaire
Brady Oliveira nait à Winnipeg au Manitoba. Il fréquente les écoles secondaires Garden City Collegiate (en) et Oak Park (en) de Winnipeg, puis l'université du Dakota du Nord à Grand Forks. À l'université, il est running back pour l'équipe de football américain des Fighting Hawks qui jouaient alors dans la Big Sky Conference. Avec les Fighting Hawks, il récolte 2 822 verges (yards) par la course en 500 tentatives et 22 touchés lors de ses quatre saisons.

### Blue Bombers de Winnipeg
Oliveira, éligible en tant que Canadien au repêchage (draft) de la Ligue canadienne, est choisi au 14e rang en 2019 par les Blue Bombers de Winnipeg, le club de sa ville natale. Au terme du camp d'entraînement, il est sélectionné pour faire la saison, mais est blessé lors de son troisième match et ne revient pas du reste de la saison. La saison suivante est annulée à cause de la pandémie de Covid-19 et c'est seulement en août 2021 qu'il peut revenir sur le terrain.
Oliveira débute la saison 2021 en tant que substitut du premier demi offensif de l'équipe, Andrew Harris (en), mais est appelé à le remplacer lorsque celui-ci se blesse en octobre. Il se révèle plus qu'adéquat pour le poste, et devient le porteur de ballon titulaire des Blue Bombers lorsque Harris passe aux Argonauts de Toronto en 2022. Il réussit alors une première saison de plus de 1 000 verges à la course et se classe troisième de la ligue parmi les porteurs de ballon.
Il continue sa progression en 2023 alors qu'il domine la ligue au titre des verges par la course (1534), des verges depuis la ligne de mêlée (2016) et des touchée (13). Il est récompensé du titre de meilleur joueur canadien de la saison et est finaliste au titre de meilleur joueur de la saison remporté par Chad Kelly. 
En 2024, il s'entend avec les Blue Bombers pour deux saisons supplémentaires puis connaît une autre excellente saison alors qu'il domine de nouveau la ligue au chapitre des verges par la course (1353) et des verges depuis la ligne de mêlée (1829). Il est nommé meilleur joueur de la saison en plus de répéter son titre de meilleur joueur canadien.

## Trophées et honneurs
- Joueur par excellence de la Ligue canadienne de football : 2024
- Joueur canadien par excellence de la Ligue canadienne de football : 2023, 2024
- Trophée Jeff-Nicklin (joueur par excellence de la division Ouest) : 2023, 2024
- Trophée Dr.-Beattie-Martin (meilleur joueur canadien de la division Ouest) : 2023, 2024
- Équipe d'étoiles de la Ligue canadienne de football : 2023, 2024
- Équipe d'étoiles de la division Ouest de la LCF : 2023, 2024